# 布賴滕巴赫河 (洛伊薩赫河支流)
47°52′35.60″N 11°24′41.75″E / 47.8765556°N 11.4115972°E

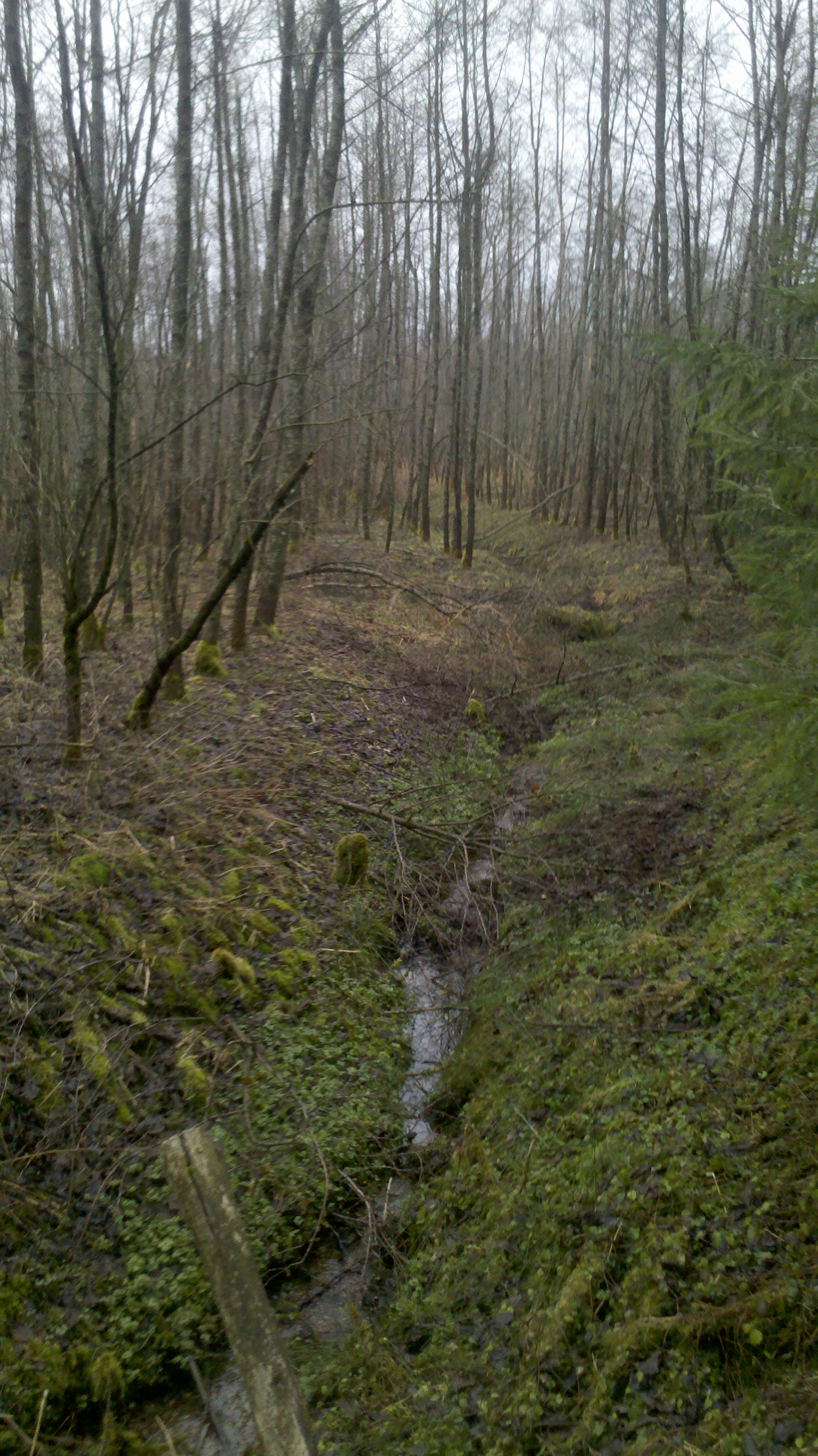

布賴滕巴赫河（德語：Breitenbach），是德國的河流，位於該國東南部，由巴伐利亞負責管轄，屬於洛伊薩赫河的右支流，河道全長8.4公里，流域面積8.6平方公里。